# ABC (tienda chilena)
ABC es una cadena de grandes tiendas chilena que nace a raíz de las empresas fusionadas de Abcdin y La Polar. Cuenta con más 4.500 empleados.

## Historia

### Historia de Abcdin (crisis financiera)
Luego de que Abcdin adquiriera la compra de la marca de tiendas Dijon por $18.000 millones de pesos en 2013, en 2018 entraría en crisis y cerraría todas las tiendas de Dijon. Sin embargo la crisis seguiría agudizándose en las tiendas de Abcdin por la pandemia del covid-19 y las consecuencias del estallido social.

### Historia de La Polar (crisis de imagen)
Uno de los casos más controversiales fue el caso La Polar en 2011 por una práctica de repactación de deudas sin autorización, a clientes morosos. Esto la llevaría al Primer Juzgado Civil de Santiago por una demanda colectiva.
En diciembre de 2022 La Polar sufre un nuevo revés por una demanda colectiva presentada por el Sernac por venta de ropa falsificada afectando a las marcas Columbia, Under Armour, Adidas y Levi's.

### Proceso de fusión Abcdin-La Polar
A comienzos de 2023 La Polar, Hites, Corona y Abcdin abrieron una discusión para una futura fusión y competir contra Falabella, Cencosud y Ripley, sin embargo Hites y Corona se desmarcaron. En abril de 2023 Abcdin y La Polar anuncian dicha fusión de carácter oficial, el cual el 28 de diciembre la Fiscalía Nacional Económica de Chile aprueba la fusión de ambas compañías.
El 26 de julio de 2024 se oficializa el cambio de nombre a abc S.A.  el cual previamente solo operaban como Abcdin + La Polar.

## Reestructuración de tiendas
Unas de las principales medidas fue en la reducción de dotación de personal y tiendas sucursales, declarando buscando una linea más estable y sostenible

### Sucursales activas
| Región                               | Comuna                          | Tienda   | Ubicación                                                 |
| ------------------------------------ | ------------------------------- | -------- | --------------------------------------------------------- |
| Arica y Parinacota                   | Arica                           | La Polar | 21 de Mayo N°524                                          |
| Tarapacá                             | Iquique                         | La Polar | Av. Héroes de la Concepción 2555, Mall las Américas       |
| Antofagasta                          | Antofagasta                     | La Polar | Arturo Prat 446                                           |
| Antofagasta                          | Calama                          | La Polar | Almirante Juan José Latorre 1977 (Eleuterio Ramirez 1960) |
| Atacama                              | Copiapó                         | La Polar | Av. Bernardo O'Higgins 540                                |
| Atacama                              | Vallenar                        | Abcdin   | Arturo Prat 1183 a 1199                                   |
| Coquimbo                             | Coquimbo                        | La Polar | Bilbao 444                                                |
| Coquimbo                             | La Serena                       | La Polar | El Cordovés 575                                           |
| Coquimbo                             | Ovalle                          | La Polar | Ariztia Poniente 345                                      |
| Metropolitana                        | Colina                          | La Polar | Carretera General San Martin 068                          |
| Metropolitana                        | Colina                          | Abcdin   | La Concepción 202, local 14-16                            |
| Metropolitana                        | El Bosque                       | Abcdin   | Av. Jose Miguel Carrera 10375                             |
| Metropolitana                        | Estado (Santiago Centro)        | Abcdin   | Paseo Estado 73                                           |
| Metropolitana                        | Gran Avenida (San Miguel)       | La Polar | Av. Jose Miguel Carrera 6150                              |
| Metropolitana                        | Maipú                           | La Polar | Av. Américo Vespucio 399, Local 111                       |
| Metropolitana                        | Plaza Norte (Huechuraba)        | La Polar | Av. Américo Vespucio 1737                                 |
| Metropolitana                        | Plaza Sur (San Bernardo)        | La Polar | Av. Presidente Jorge Alessandri 20040, Camino a NOS       |
| Metropolitana                        | Puente Centro (Santiago Centro) | La Polar | Puente 552                                                |
| Metropolitana                        | Puente Alto                     | La Polar | Av. Concha y Toro 126, 130, 134                           |
| Metropolitana                        | Quilín (Peñalolén)              | La Polar | Mar Tirreno 5449                                          |
| Metropolitana                        | San Bernardo                    | La Polar | Eyzaguirre 551                                            |
| Valparaíso                           | Los Andes                       | Abcdin   | Maipú 204-214                                             |
| Valparaíso                           | Los Andes                       | La Polar | Av. Santa Teresa 683, Local 2                             |
| Valparaíso                           | Viña del Mar                    | Abcdin   | Valparaiso 444                                            |
| Valparaíso                           | Viña del Mar                    | La Polar | Av. Argentina 151-199                                     |
| Valparaíso                           | Valparaíso                      | Abcdin   | Av. Pedro Montt 2010                                      |
| Valparaíso                           | Valparaíso                      | La Polar | 15 Norte - Viña Shopping, Local 258                       |
| Valparaíso                           | Quillota                        | La Polar | Ramón Freire 1551 local 4                                 |
| Valparaíso                           | San Antonio                     | La Polar | Ramón Barros Luco 105, Local 102                          |
| Valparaíso                           | San Felipe                      | Abcdin   | Prat 737                                                  |
| O'Higgins                            | Rancagua                        | La Polar | Independencia 538                                         |
| Maule                                | Talca                           | Abcdin   | Uno Sur 1424 al 1432                                      |
| Maule                                | Talca                           | La Polar | Uno Sur 1450                                              |
| Maule                                | Curicó                          | La Polar | Merced 471                                                |
| Maule                                | Linares                         | La Polar | Av. Leon Bustos 0280                                      |
| Ñuble                                | Chillan                         | La Polar | 5 de Abril 828                                            |
| Biobío                               | Concepción                      | La Polar | Barros Arana 486                                          |
| Biobío                               | Coronel                         | La Polar | Carlos Pratt González 913                                 |
| Biobío                               | Los Ángeles                     | La Polar | Colón 471                                                 |
| Ríos                                 | Valdivia                        | La Polar | Camilo Henriquez 520                                      |
| Lagos                                | Osorno                          | La Polar | Ramirez 1076                                              |
| Lagos                                | Puerto Montt                    | La Polar | Illapel 10                                                |
| Magallanes y de la Antártica Chilena | Punta Arenas                    | La Polar | Carlos Bories 812                                         |